# Svetovni dan boja proti aidsu
Svetovni dan boja proti aidsu ali svetovni dan aidsa (angleško World AIDS Day), ki ga od leta 1988 vsako leto obeležujemo 1. decembra, je mednarodni dan, namenjen ozaveščanju o pandemiji aidsa, ki jo je povzročilo širjenje okužbe s HIV, in spominjanju na preminule zaradi aidsa. Sindrom pridobljene imunske pomanjkljivosti (AIDS) je življenje ogrožajoče stanje, ki ga povzroča virus humane imunske pomanjkljivosti (HIV). Virus HIV napade imunski sistem bolnika in zmanjša njegovo odpornost proti drugim boleznim. Dan obeležujejo državni uradniki in zdravstveni delavci, nevladne organizacije in posamezniki po vsem svetu, pogosto z izobraževanjem o preprečevanju in nadzoru aidsa.
Svetovni dan aidsa je ena od enajstih uradnih svetovnih javnozdravstvenih kampanj, ki jih obeležuje Svetovna zdravstvena organizacija (SZO), skupaj s svetovnim dnevom zdravja, svetovnim dnevom krvodajalcev, svetovnim dnevom imunizacije, svetovnim dnevom boja proti tuberkulozi, svetovnim dnevom boja proti kajenju, svetovnim dnevom boja proti malariji, svetovnim dnevom boja proti hepatitisu, svetovnim tednom ozaveščanja o protimikrobni odpornosti, svetovnim dnevom varnosti bolnikov in svetovnim dnevom boja proti Chagasovi bolezni.
Do leta 2020 je zaradi aidsa po vsem svetu ocenjeno umrlo 36,3 milijona (med 27,2 milijona in 47,8 milijona) ljudi, 37,7 milijona ljudi pa jih živi z okužbo s HIV, zaradi česar je to eden od najpomembnejših svetovnih javnozdravstvenih problemov v pisani zgodovini. Zahvaljujoč izboljšanju dostopa do protiretrovirusnih zdravil v številnih predelih sveta se je umrljivost zaradi epidemije aidsa od vrha, doseženega leta 2004, zmanjšala za 64 odstotkov (1,9 milijona leta 2004 in 680.000 leta 2020).

## Zgodovina
Svetovni dan aidsa sta si avgusta 1987 zamislila James W. Bunn in Thomas Netter, dva uradnika za obveščanje javnosti Svetovnega programa za AIDS pri Svetovni zdravstveni organizaciji v Ženevi (Švica). V prvih desetih letih se je tema svetovnega dneva boja proti aidsu osredotočala na otroke in mladostnike. Čeprav so to izbiro takrat nekateri kritizirali, saj se lahko s HIV okužijo ljudje katere koli starosti, je to prispevalo k zmanjšanju stigme, povezane z boleznijo, in povečalo zavedanje, da gre za družinsko bolezen.
Združeni program Združenih narodov za HIV/AIDS (UNAIDS) je začel delovati leta 1996 in je prevzel načrtovanje in promocijo svetovnega dneva boja proti aidsu. Namesto osredotočanja na posamezen dan je UNAIDS leta 1997 zasnoval svetovno kampanjo ozaveščanja o aidsu (World AIDS Campaign), da bi ozaveščanje, preprečevanje in izobraževanje potekali vse leto. Leta 2004 je svetovna kampanja ozaveščanja o aidsu prerastla v neodvisno organizacijo.
Od leta 1988 na svetovni dan aidsa vsako leto objavi sporočilo za bolnike in zdravnike rimski papež. Leta 2016 je več nevladnih organizacij, ki se ukvarjajo s HIV in aidsom, (vključno s Panagea Global AIDS in AIDS and Rights Alliance for Southern Africa) začelo kampanjo za preimenovanje svetovnega dneva boja proti aidsu v svetovni dan boja proti HIV. Menijo, da bi sprememba poudarila vidik družbene pravičnosti in napredka zdravljenja, kot je zaščita pred izpostavitvijo (predekspozicijska profilaksa, PrEP).